# Veronika Martinek
Veronika Martinek (Ústí nad Labem, 3 aprile 1972) è un'ex tennista tedesca.

## Carriera
In carriera ha vinto un titolo nel singolare, il Brasil Open nel 1990, e un titolo nel doppio, sempre il Brasil Open nel 1993, in coppia con la connazionale Sabine Hack. Nei tornei del Grande Slam ha ottenuto il suo miglior risultato raggiungendo il terzo turno nel singolare all'Open di Francia nel 1995.

## Statistiche

### Singolare

#### Vittorie (1)
| Numero | Anno            | Torneo                 | Superficie  | Avversaria in finale | Punteggio |
| 1.     | 2 dicembre 1990 | Brasil Open, San Paolo | Terra rossa | Donna Faber          | 6-2, 6-4  |

#### Finali perse (1)
| Numero | Anno            | Torneo                 | Superficie  | Avversaria in finale | Punteggio |
| 1.     | 8 dicembre 1991 | Brasil Open, San Paolo | Terra rossa | Sabine Hack          | 3-6, 5-7  |

### Doppio

#### Vittorie (1)
| Numero | Anno            | Torneo                | Superficie  | Compagna    | Avversarie in finale              | Punteggio |
| 1.     | 31 ottobre 1993 | Brasil Open, Curitiba | Terra rossa | Sabine Hack | Claudia Chabalgoity Andrea Vieira | 6-2, 7-6  |

### Risultati in progressione
| Sigla | Risultato               |
| ----- | ----------------------- |
| V     | Vincitore               |
| F     | Finalista               |
| SF    | Semifinalista           |
| O     | Oro olimpico            |
| A     | Argento olimpico        |
| SF    | Bronzo olimpico         |
| QF    | Quarti di Finale        |
| 4T    | Quarto turno            |
| 3T    | Terzo turno             |
| 2T    | Secondo turno           |
| 1T    | Primo turno             |
| RR    | Round Robin             |
| LQ    | Turno di qualificazione |
| A     | Assente                 |
| ND    | Non disputato           |

| Legenda superfici    |
| -------------------- |
| Cemento              |
| Terra battuta        |
| Erba                 |
| Superficie variabile |

#### Singolare nei tornei del Grande Slam
| Torneo          | 1989 | 1990 | 1991 | 1992 | 1993 | 1994 | 1995 | 1996 |
| --------------- | ---- | ---- | ---- | ---- | ---- | ---- | ---- | ---- |
| Australian Open | 1T   | A    | 2T   | 1T   | 2T   | 1T   | 2T   | 1T   |
| Open di Francia | 1T   | A    | 2T   | 2T   | 1T   | A    | 3T   | 2T   |
| Wimbledon       | A    | 1T   | 1T   | 1T   | 1T   | 1T   | 1T   | 1T   |
| US Open         | A    | A    | A    | A    | 1T   | 1T   | 1T   | A    |

#### Doppio nei tornei del Grande Slam
| Torneo          | 1993 | 1994 | 1995 | 1996 | 1997 |
| --------------- | ---- | ---- | ---- | ---- | ---- |
| Australian Open | 1T   | 1T   | A    | A    | 1T   |
| Open di Francia | A    | A    | A    | A    | A    |
| Wimbledon       | A    | A    | A    | A    | A    |
| US Open         | A    | 1T   | A    | A    | A    |

#### Doppio misto nei tornei del Grande Slam
Nessuna partecipazione